# IncarNations
incarNations – projekt muzyczny założony w 2005 roku przez artystów związanych niegdyś z Kapelą ze Wsi Warszawa: Maję Kleszcz i Wojciecha Krzaka.
Początkowo duet zajmował się poszukiwaniami muzycznymi w kręgu tzw. „world music” występując gościnnie na kilku płytach, m.in. Pocztówkach Bogdana Loebla. Kleszcz i Krzak byli również producentami i kompozytorami płyty Kapeli ze Wsi Warszawa pt. Infinity, która została nagrodzona „Fryderykiem” w kategorii „najlepszy album folk/muzyka świata”. Ponadto od czasopisma Popmatters otrzymała tytuł najlepszego albumu w kategorii World Music 2009 roku, a od Polskiego Radia tytuł Folkowego Fonogramu Roku.
We wrześniu 2010 roku ukazała się pierwsza studyjna płyta projektu incarNations – Radio Retro. W jej nagraniu udział brali: Paweł Mazurczak, Jan Smoczyński, Hubert Zemler. Autorem większości tekstów zawartych na płycie jest Bogdan Loebl. 22 kwietnia podczas 31. Przeglądu Piosenki Aktorskiej we Wrocławiu miała miejsce premiera koncertu-spektaklu Radio Retro. Album został wybrany płytą roku 2010 w rankingu tygodnika Polityka.
W maju 2012 roku ukazał się kolejny album zespołu pt. Odeon. Tym razem pod szyldem Maja Kleszcz & incarNations. Płyta przyniosła nominację dla Mai Kleszcz do nagrody „Fryderyk” w kategorii „wokalistka roku”.
Duet zajmuje się także tworzeniem muzyki teatralnej (m.in. Złe sny reż. Agata Duda-Gracz (PWSTiF w Łodzi), Każdy musi kiedyś umrzeć Porcelanko reż. Agata Duda-Gracz (Teatr im. Juliusza Słowackiego w Krakowie)) oraz filmowej (Careless love reż. John Duigan).

## Dyskografia
Albumy
| Radio Retro                 | - Data: 14 września 2010 - Wydawca: Kayax/EMI Music Poland | –  |
| Odeon                       | - Data: 15 maja 2012 - Wydawca: Kayax/EMI Music Poland     | 42 |
| Romantyczność               | - Data: 4 kwietnia 2016 - Wydawca: Agencja Artystyczna MTJ | —  |
| "—" album nie był notowany. |                                                            |    |

Notowane utwory
| Tytuł                      | Rok  | Pozycja na liście | Album |
| Tytuł                      | Rok  | LP3               | Album |
| -------------------------- | ---- | ----------------- | ----- |
| "Nasza miłość ma skrzydła" | 2012 | 48                | Odeon |
| "Rebeka"                   | 2012 | 16                | Odeon |

## Nagrody i wyróżnienia
| Rok  | Kategoria                      | Tytułem      | Nagroda                                         | Nota      | Źródło |
| ---- | ------------------------------ | ------------ | ----------------------------------------------- | --------- | ------ |
| 2011 | Muzyka rozrywkowa - wydarzenie | IncarNations | Nagroda Muzyczna Programu Trzeciego – „Mateusz” | Nominacja | [ 5 ]  |